# Oderiner Seegraben
Der Oderiner Seegraben ist ein Meliorationsgraben und orographisch linker Zufluss der Dahme auf der Gemarkung der
Gemeinde Halbe im Landkreis Dahme-Spreewald in Brandenburg.

## Verlauf
Der Oderiner Seegraben entwässert landwirtschaftlich genutzte Flächen östlich von Oderin, einem Ortsteil der Gemeinde Halbe. Er verläuft dort vorzugsweise in nördlicher Richtung und durchfließt anschließend den Oderiner See. Er tritt an seinem Südufer ein und an seinem Nordufer wieder aus. Anschließend fließt er erneut vorzugsweise in nördlicher Richtung und entwässert östlich des Halber Ortsteils Teurow schließlich in die Dahme.